# Протактиний
| 91         | Протактиний |
| Pa231,0359 |             |
| 5f26d17s2  |             |

Протакти́ний (химический символ — Pa, от лат. Protactinium, устар. название — protoactinium) — химический элемент 3-й группы (по устаревшей классификации — побочной подгруппы третьей группы, IIIB) седьмого периода периодической системы химических элементов Д. И. Менделеева, с атомным номером 91.
Относится к семейству актиноидов.
Простое вещество протактиний — это плотный радиоактивный металл светло-серого цвета.

## История
В 1913 году Казимир Фаянс и Освальд Гельмут Гёринг открыли в продуктах распада урана изотоп UX2 (234Pa) с периодом полураспада около 1 мин. и назвали элемент «бревием» (от лат. brevis — «короткий» или «краткий») из-за короткого периода полураспада определённого изученного изотопа, то есть протактиния-234 (234Pa). Более стабильный изотоп протактиния (231Pa) был обнаружен в 1917/18 годах Отто Ганом и Лизой Мейтнер. Они выбрали название «прото-актиний» (proto-actinium), но в 1949 году ИЮПАК окончательно назвал его «протактинием» и подтвердил, что Ган и Мейтнер были первооткрывателями. Новое название означало «(ядерный) предшественник актиния» и отразил, что актиний является продуктом радиоактивного распада протактиния. Джону Арнольду Крэнстону, работавшему с Фредериком Содди и Адой Хитчинс, также приписывают открытие самого стабильного изотопа в 1915 году, но он отложил объявление этого из-за вызова на службу во время Первой мировой войны.
Затем Блек, Ган и Мейтнер обнаружили сходство свойств UX2 с танталом. В 1918 г. Ган и Мейтнер в урановой смолке и, независимо от них Содди и Кренстон, открыли долгоживущий изотоп протактиния, названного так потому, что он являлся предшественником актиния.

## Нахождение в природе

### Месторождения
Протактиний входит в состав урановых руд, которые находятся на территории США, Швеции, Конго, Испании, Чехии, ЮАР, России, Канады, Марокко.

## Происхождение названия
Так как протактиний служит родоначальником актиния (при α-распаде 231Pa образуется 227Ac), ему было присвоено современное название.

## Физические свойства
Полная электронная конфигурация атома протактиния: 1s22s22p63s23p64s23d104p65s24d105p66s24f145d106p65f26d17s2.
Протактиний — это твёрдый радиоактивный светло-серый металл, по твёрдости приближающийся к урану. При температуре 2 К обладает сверхпроводимостью.
Металлический протактиний кристаллизуется в тетрагональной сингонии. При 1170 °С существует объёмно-центрированная кубическая модификация.

## Химические свойства
Протактиний — это плотный серебристо-серый актиноидный металл, который легко реагирует с кислородом, водяным паром и неорганическими кислотами. Он образует различные химические соединения, в которых протактиний обычно присутствует в степени окисления +5, но он также может иметь степени окисления +4 и даже +3 и +2. Концентрации протактиния в земной коре обычно составляют несколько частиц на триллион, но в некоторых месторождениях уранинитной руды концентрация может достигать нескольких частиц на миллион.
Протактиний на воздухе обычно покрывается тонкой плёнкой монооксида. Легко реагирует с водородом при 250—300 °С, образуя гидрид PaH3. С иодом образует летучие иодиды сложного состава.

## Изотопы
Самый долгоживущий и наиболее распространенный (почти 100 %) изотоп протактиния, встречающийся в природе, протактиний-231, имеет период полураспада 32 760 лет и является продуктом распада урана-235. Гораздо меньшие следовые количества короткоживущего протактиния-234 и его ядерного изомера протактиния-234m встречаются в цепи распада урана-238. Протактиний-233 является результатом распада тория-233; этот распад используется для производства урана-233 путем нейтронного облучения тория-232. Он является нежелательным промежуточным продуктом в ядерных реакторах на основе тория и поэтому удаляется из активной зоны реактора во время процесса разведения. Анализ относительных концентраций различных изотопов урана, тория и протактиния в воде и минералах используется в радиоизотопном датировании отложений, возраст которых составляет до 175 000 лет, и при моделировании различных геологических процессов.
Радиоактивные свойства некоторых изотопов протактиния:
| Массовое число | Период полураспада   | Тип распада                                                |
| -------------- | -------------------- | ---------------------------------------------------------- |
| 224            | 0,6 сек.             | α                                                          |
| 225            | 2,0 сек.             | α                                                          |
| 226            | 1,8 сек.             | α                                                          |
| 227            | 38,3 мин.            | α (15%), электронный захват (85%)                          |
| 228            | 22 час.              | α (2%), электронный захват (98%)                           |
| 229            | 1,4 дня              | α (0,25%), электронный захват (99%)                        |
| 230            | 17 дней              | β− (10%), электронный захват (90%), α (0,003%), β+ (0,03%) |
| 231            | 32480±260 лет        | α                                                          |
| 232            | 1,31 дня             | β−                                                         |
| 233            | 27,4 дня             | β−                                                         |
| 234m (UX2)     | 1,18 мин.            | β−                                                         |
| 234 (UZ)       | 6,7 час.             | β−                                                         |
| 235            | 23,7 мин.            | β−                                                         |
| 236            | 12,5 мин.            | β−                                                         |
| 237            | 10,5 мин (?)/39 мин. | β−                                                         |

## Получение
Из природных источников — остатков от переработки урановой смолки — можно получить только 231Pa. Кроме того, 231Pa можно получить облучением 230Th медленными нейтронами:
230Th(n, γ)231Th (β−-распад, T1/2 = 25.6 ч) → 231Pa
или при облучении 232Th быстрыми нейтронами по реакции
232Th(n, 2n)231Th (β−-распад, T1/2 = 25.6 ч) → 231Pa
Изотоп 233Pa также получают из тория:
232Th(n, γ)233Th (β−-распад, T1/2 = 23.5 мин.) → 233Pa
Металлический протактиний получают при восстановлении PaF4 парами бария или кальция при 1400—1500 °С.

## Применение
Из-за дефицита протактиния, его высокой радиоактивности и радиотоксичности в настоящее время он не находит применения вне научных исследований, и для этой цели его получают в основном из отработанного ядерного топлива. Используется в качестве добавки к топливному урану. 
Радиоактивный распад избыточной активности дочерних радионуклидов 230Th и 231Pa над материнскими изотопами урана в колонке осадочной толщи используется для установления возраста донных осадков.

## Биологическая роль и особенности экспериментальной работы
ПДК для 231Pa в воздухе рабочих помещений 5,6⋅10−4 Бк/м³. В Германии 3⋅10−4 Бк/м3.
Все работы с 231Pa допускаются только в герметичном перчаточном боксе. В организме человека склонен накапливаться в почках, печени и костях.

## Токсичность
Протактиний в зависимости от изотопного состава обладает средней, высокой и особо высокой радиотоксичностью. Кроме непосредственной ядовитости протактиний радиоактивен, при распаде испускает альфа-частицы с энергией 5 МэВ. Они эффективно задерживаются тонким слоем любого вещества, в том числе кожей, поэтому значительной опасности для здоровья не представляют. Однако при попадании внутрь 231Pa наносит значительный вред организму, в первую очередь благодаря продуктам деления.
Дело в том, что сам 231Pa имеет большой период полураспада, (33 тыс. лет), что означает низкую радиоактивность: всего 0,048 Ки/г. Продукты его распада — тоже нестабильные изотопы, в основном, короткоживущие, а значит, с высокой радиоактивностью. Испустив альфа-частицу, атом протактиния-231 превращается в 227Ac, (t1⁄2 = 22 года, активность 73Ки/г.) Тот в свою очередь — в 227Th (t1⁄2 = 19 дней, активность 31 000 Ки/г.) Основные продукты цепочки деления представлены в таблице:
| Изотоп             | 231Pa      | 227Ac   | 227Th   | 223Ra   | 219Rn    | 215Po  | 211Pb   | 211Bi   | 207Tl   |
| Активность (Ки/г.) | 0.048      | 73      | 31 000  | 52 000  | 1.3⋅1010 | 3⋅1013 | 2.5⋅107 | 4.2⋅108 | 1.9⋅108 |
| Тип распада        | α          | α, β    | α       | α       | α        | α      | β       | α, β    | β       |
| Период полураспада | 33 тыс. л. | 22 года | 19 дней | 11 дней | 4 с      | 1,8 мс | 36 мин  | 2,1 мин | 4,8 мин |

Суммарная радиоактивность всех звеньев этой цепочки имеет значительную величину.
В следовых количествах протактиний встречается в большинстве натуральных продуктов. Он попадает в организм с пищей, водой, вдыхается с воздухом. Только 0,05 % всасывается из желудочно-кишечного тракта в кровь. 40 % вещества, попавшего в системный кровоток, откладывается в костях, 15 % — в печени, 2 % — в почках. Остальное выводится с калом и мочой.
Период полувыведения весьма различен для разных тканей: для костей он составляет 50 лет. В других органах кинетика имеет сложный характер, условно можно выделить быструю и медленную компоненты. Так, 70 % протактиния, попавшего в печень, имеют T1/2 = 10 дней, для оставшихся 30 % — 60 дней. В почках 20 % (T1/2 = 10 дней), и 80 % (60 дней).
В этих органах из-за радиоактивности протактиний провоцирует возникновение онкологических заболеваний.
Максимальное безопасное количество протактиния при попадании в организм человека составляет 0,03 мкКи (1,1 кБк), что соответствует 0,5 мкг.

Повсеместно встречающееся утверждение «Протактиний в 250 миллионов раз токсичнее синильной кислоты» является, судя по всему, заблуждением.